# الزديفات
الزديڨات هي منطقة تتبع عمادة الحكايمة يبلغ عدد سكانها قرابة 160 ساكن و هي من المناطق التي عرفت قديما تحدها الكرايمية من الغرب و أولاد عبد السلام و النصيرات شمالا و العوادنة شرقا و المساكنية جنوبا و تبلغ مساحتها قرابة 1,6 كم 2
ويتميز مناخ هذه المنطقة بالاعتدال و تفاوت الأمطار من فصل لآخر و من سنة لأخرى و تتميز هذه المنطقة بشتاء بارد و، صيف حار وجاف.
ويغلب على منطقة الزديڨات أشجار الزيتون التي تغطي حوالي 80 % من مساحة المنطقة، وتتكون الزديڨات من 4 قرى تشكل وحدة ترابية و هم:
أولاد إبراهيم و هي تتبع إداريّاً الحكايمة و عدد سكانها حوالي 32 ساكن.
أولاد جنات و هي تتبع إداريّاً عمادة السعد و يبلغ عدد سكانها حوالي 51 ساكن.
العوادنة وهي قرية لها خصائص مختلفة عن الزديڨات و لكنها تتبعها و يبلغ عدد سكانها حوالي 44 ساكن.
الزديڨات الكبرى و هي الأكبر مساحة تتبع إداريّاً عمادة الحكايمة و هي من المناطق النائية مقارنة بالقرى الأخرى